# Dithionite de potassium
Le dithionite de potassium ou hydrosulfite de potassium est un sel de potassium de l'acide dithioneux. C'est un inhibiteur de la polyphénol oxydase. Il est utilisé dans la fabrication de colorants et la synthèse de produits chimiques.